# Elisabete Ferreira
Elisabete Ferreira (França, 1977) é uma padeira portuguesa e foi a primeira mulher a ganhar o prémio de Melhor Padeira do Mundo atribuído pela União Internacional de Panificação e Pastelaria (UIBC).

## Biografia
Elisabete nasceu numa família ligada à panificação e foi com a tia avó Maria, conhecida por Tia Padeira, que aprendeu a amassar pão. A primeira vez que fez pão foi em criança, com 8 anos, quando os seus pais, em 1987, ficam com a padaria Pão de Gimonde, em Gimonde, que havia sido criada pelos seus avós em 1960. Aprendeu todas as áreas relacionadas com o processo de panificação tendo-se tornado na diretora executiva deste negócio de família.
Em 1995, no Porto, licenciou-se em Gestão de Empresas e mais tarde fez uma Pós-Graduação em Gestão Internacional e em Finanças e Fiscalidade. Na área da panificação fez formação em padaria, no Centro Tecnológico de Cereales de Castilla y León, em Palência, ministrado pela Richemont Craft School.
Em 2020, foi eleita Presidente do Clube Richemont Portugal e enquanto membro deste clube participa em congressos internacionais e colabora com universidades na investigação de cereais e padaria.

## Reconhecimentos
- 22 de outubro 2024 - concorre pela primeira vez ao prémio Melhor Padeiro do Mundo da União Internacional de Panificação e Pastelaria e vence-o, nesse mesmo ano, tornando-se a primeira mulher a ganhar este prémio. Este prémio foi atribuído em Veneza, no Congresso Mundial de Padeiros e Chefs Pasteleiros e visa premiar aqueles que contribuem para a valorização do pão e da padaria. Elisabete considera que este prémio "eleva o papel da mulher na panificação".[2][3][9][8][5][10][11]